# Seznam československých a českých ledních hokejistů na kanadském a světovém poháru
Tučně = aktívní
1976 = finále, 1981 = semifinále, 1987 = semifinále, 2004 = semifinále
| Hráč               | Post    | Počet | Kanadský nebo Světový pohár                           |
| ------------------ | ------- | ----- | ----------------------------------------------------- |
| Antonín Stavjaňa   | Obránce | 2     | KP 1984 KP 1987                                       |
| Arnold Kadlec      | Obránce | 2     | KP 1981 KP 1984                                       |
| Bedřich Ščerban    | Obránce | 1     | KP 1987                                               |
| Bobby Holík        | Útočník | 1     | SP 1996                                               |
| Bohuslav Ebermann  | Útočník | 1     | KP 1976                                               |
| Bohuslav Šťastný   | Útočník | 1     | KP 1976                                               |
| Dárius Rusnák      | Útočník | 1     | KP 1981                                               |
| David Volek        | Útočník | 1     | KP 1987                                               |
| David Výborný      | Útočník | 1     | SP 2004                                               |
| Dominik Hašek      | Brankář | 3     | KP 1984 KP 1987 KP 1991                               |
| Drahomír Kadlec    | Obránce | 2     | KP 1987 SP 1996                                       |
| Dušan Pašek        | Útočník | 3     | KP 1981 KP 1984 KP 1987                               |
| Eduard Uvíra       | Obránce | 1     | KP 1984                                               |
| František Černík   | Útočník | 1     | KP 1976                                               |
| František Kaberle  | Obránce | 1     | KP 1976                                               |
| František Kaberle  | Obránce | 1     | SP 1996                                               |
| František Kučera   | Obránce | 1     | KP 1991                                               |
| František Musil    | Obránce | 2     | KP 1984 KP 1991                                       |
| František Pospíšil | Obránce | 2     | KP 1976 KP 1987 (asistent trenéra)                    |
| Igor Liba          | Útočník | 2     | KP 1984 KP 1987                                       |
| Ivan Hlinka        | Útočník | 2     | KKP 1976 KP 1991                                      |
| Ján Jaško          | Útočník | 1     | KP 1987                                               |
| Jan Neliba         | Obránce | 1     | KP 1981                                               |
| Ján Starší         | Trenér  | 2     | KP 1976 (asistent trenéra) KP 1987                    |
| Jaromír Jágr       | Útočník | 3     | KP 1991 SP 1996 SP 2004                               |
| Jaromír Šindel     | Brankář | 2     | KP 1984 KP 1987                                       |
| Jaroslav Benák     | Obránce | 2     | KP 1984 KP 1987                                       |
| Jaroslav Korbela   | Útočník | 2     | KP 1981 KP 1984                                       |
| Jaroslav Pouzar    | Útočník | 2     | KP 1976 KP 1981                                       |
| Jaroslav Špaček    | Obránce | 1     | SP 2004                                               |
| Jaroslav Walter    | Trenér  | 1     | KP 1991 (asistent trenéra)                            |
| Jerguš Bača        | Obránce | 1     | KP 1991                                               |
| Jindřich Kokrment  | Útočník | 1     | KP 1981                                               |
| Jiří Bubla         | Obránce | 1     | KP 1976                                               |
| Jiří Doležal       | Útočník | 1     | KP 1987                                               |
| Jiří Dopita        | Útočník | 2     | SP 1996 SP 2004                                       |
| Jiří Dudáček       | Útočník | 2     | KP 1981 KP 1984                                       |
| Jiří Fischer       | Obránce | 1     | SP 2004                                               |
| Jiří Holeček       | Brankář | 1     | KP 1976                                               |
| Jiří Holík         | Útočník | 1     | KP 1976                                               |
| Jiří Hrdina        | Útočník | 2     | KP 1984 KP 1987                                       |
| Jiří Králík        | Brankář | 1     | KP 1981                                               |
| Jiří Kučera        | Útočník | 2     | KP 1987 SP 1996                                       |
| Jiří Lála          | Útočník | 2     | KP 1981 KP 1984                                       |
| Jiří Novák         | Útočník | 1     | KP 1976                                               |
| Jiří Šejba         | Útočník | 1     | KP 1987                                               |
| Jiří Šlégr         | Obránce | 3     | KP 1991 SP 1996 SP 2004                               |
| Jiří Veber         | Obránce | 1     | SP 1996                                               |
| Jiří Vykoukal      | Obránce | 1     | SP 1996                                               |
| Josef Augusta      | Útočník | 1     | KP 1976                                               |
| Josef Beránek      | Útočník | 2     | KP 1991 SP 1996                                       |
| Josef Vašíček      | Útočník | 1     | SP 2004                                               |
| Kamil Kašťák       | Útočník | 1     | KP 1991                                               |
| Kamil Prachař      | Obránce | 1     | KP 1991                                               |
| Karel Gut          | Trenér  | 1     | KP 1976                                               |
| Karel Holý         | Útočník | 1     | KP 1976                                               |
| Karel Lang         | Brankář | 1     | KP 1981                                               |
| Ladislav Lubina    | Útočník | 1     | KP 1987                                               |
| Ladislav Svozil    | Útočník | 1     | KP 1984                                               |
| Leo Gudas          | Obránce | 1     | KP 1991                                               |
| Ľubomír Kolník     | Útočník | 1     | KP 1991                                               |
| Lubomír Pěnička    | Útočník | 1     | KP 1981                                               |
| Luděk Bukač        | Trenér  | 3     | KP 1981 KP 1984 SP 1996                               |
| Luděk Čajka        | Obránce | 1     | KP 1987                                               |
| Marek Malík        | Obránce | 1     | SP 2004                                               |
| Marek Židlický     | Obránce | 1     | SP 2004                                               |
| Marián Šťastný     | Útočník | 1     | KP 1976                                               |
| Martin Havlát      | Útočník | 1     | SP 2004                                               |
| Martin Procházka   | Útočník | 1     | SP 1996                                               |
| Martin Ručinský    | Útočník | 3     | KP 1991 SP 1996 SP 2004                               |
| Martin Straka      | Útočník | 2     | SP 1996 SP 2004                                       |
| Martin Škoula      | Obránce | 1     | SP 2004                                               |
| Michal Pivoňka     | Útočník | 1     | KP 1991                                               |
| Michal Sýkora      | Obránce | 1     | SP 1996                                               |
| Milan Hejduk       | Útočník | 1     | SP 2004                                               |
| Milan Hnilička     | Brankář | 1     | KP 1991                                               |
| Milan Chalupa      | Obránce | 2     | KP 1976 KP 1981                                       |
| Milan Kajkl        | Obránce | 1     | KP 1976                                               |
| Milan Nový         | Útočník | 2     | KP 1976 KP 1981                                       |
| Miloslav Hořava    | Obránce | 3     | KP 1981 KP 1984 KP 1987                               |
| Miroslav Dvořák    | Obránce | 2     | KP 1976 KP 1981                                       |
| Mojmír Božík       | Obránce | 1     | KP 1987                                               |
| Norbert Král       | Útočník | 1     | KP 1981                                               |
| Oldřich Machač     | Obránce | 1     | KP 1976                                               |
| Oldřich Svoboda    | Brankář | 1     | KP 1991                                               |
| Oldřich Válek      | Útočník | 1     | KP 1981                                               |
| Otakar Vejvoda     | Útočník | 1     | SP 1996                                               |
| Patrik Eliáš       | Útočník | 1     | SP 2004                                               |
| Pavel Patera       | Útočník | 1     | SP 1996                                               |
| Pavel Richter      | Útočník | 2     | KP 1976 KP 1981                                       |
| Pavol Svitana      | Brankář | 1     | KP 1976                                               |
| Peter Šťastný      | Útočník | 1     | KP 1976                                               |
| Petr Bříza         | Brankář | 3     | KP 1987 SP 1996 SP 2004                               |
| Petr Čajánek       | Útočník | 1     | SP 2004                                               |
| Petr Hrbek         | Útočník | 1     | KP 1991                                               |
| Petr Klíma         | Útočník | 1     | KP 1984                                               |
| Petr Nedvěd        | Útočník | 1     | SP 1996                                               |
| Petr Rosol         | Útočník | 2     | KP 1984 KP 1987                                       |
| Petr Sýkora        | Útočník | 2     | SP 1996 SP 2004                                       |
| Petr Vlk           | Útočník | 1     | KP 1987                                               |
| Radek Bonk         | Útočník | 1     | SP 1996                                               |
| Radek Dvořák       | Útočník | 1     | SP 2004                                               |
| Radoslav Svoboda   | Obránce | 1     | KP 1981                                               |
| Richard Šmehlík    | Obránce | 1     | KP 1991                                               |
| Richard Žemlička   | Útočník | 1     | KP 1991                                               |
| Robert Kron        | Útočník | 1     | KP 1991                                               |
| Robert Lang        | Útočník | 1     | SP 1996                                               |
| Robert Reichel     | Útočník | 3     | KP 1991 SP 1996 SP 2004                               |
| Roman Čechmánek    | Brankář | 1     | SP 2004                                               |
| Roman Hamrlík      | Obránce | 2     | SP 1996 SP 2004                                       |
| Roman Turek        | Brankář | 1     | SP 1996                                               |
| Rostislav Vlach    | Útočník | 1     | KP 1987                                               |
| Slavomír Lener     | Trenér  | 1     | SP 1996 (asistent trenéra)                            |
| Stanislav Hajdušek | Obránce | 1     | KP 1981                                               |
| Stanislav Neckář   | Obránce | 1     | SP 1996                                               |
| Stanislav Neveselý | Trenér  | 2     | KP 1981 (asistent trenéra) KP 1984 (asistent trenéra) |
| Tomáš Jelínek      | Útočník | 1     | KP 1991                                               |
| Tomáš Kaberle      | Obránce | 1     | SP 2004                                               |
| Tomáš Vlasák       | Útočník | 1     | SP 2004                                               |
| Tomáš Vokoun       | Brankář | 1     | SP 2004                                               |
| Václav Prospal     | Útočník | 1     | SP 2004                                               |
| Vincent Lukáč      | Útočník | 1     | KP 1984                                               |
| Vladimír Caldr     | Útočník | 1     | KP 1984                                               |
| Vladimír Dzurilla  | Brankář | 1     | KP 1976                                               |
| Vladimír Kameš     | Útočník | 1     | KP 1984                                               |
| Vladimír Martinec  | Útočník | 1     | KP 1976                                               |
| Vladimír Růžička   | Útočník | 3     | KP 1984 KP 1987 SP 2004 (trenér)                      |
| Vladimír Šandrik   | Obránce | 1     | KP 1976                                               |
| Zdeněk Uher        | Trenér  | 1     | SP 1996 (asistent trenéra)                            |
| Zdeno Cíger        | Útočník | 1     | KP 1991                                               |
| Žigmund Pálffy     | Útočník | 1     | KP 1991                                               |